# شارت: چالش
شارت: چالش (به هندی: Shart: The Challenge)  فیلمی هندی محصول سال ۲۰۰۴ و به کارگردانی پوری جاگاناد است. در این فیلم بازیگرانی همچون توشار کاپور، گریسی سینگ، آمریتا ارورا، پراکاش راج، انوپم کهیر و راجپال یاداو ایفای نقش کرده‌اند.
این فیلم بازسازی فیلم بدری است.